# Japan Airlines

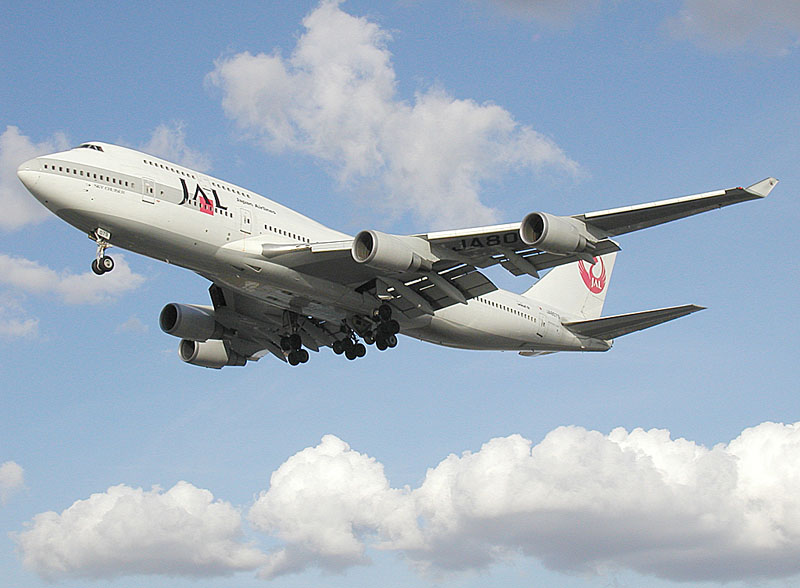
Màu sơn của chiếc JAL Boeing 747-400 từ 1989-2002

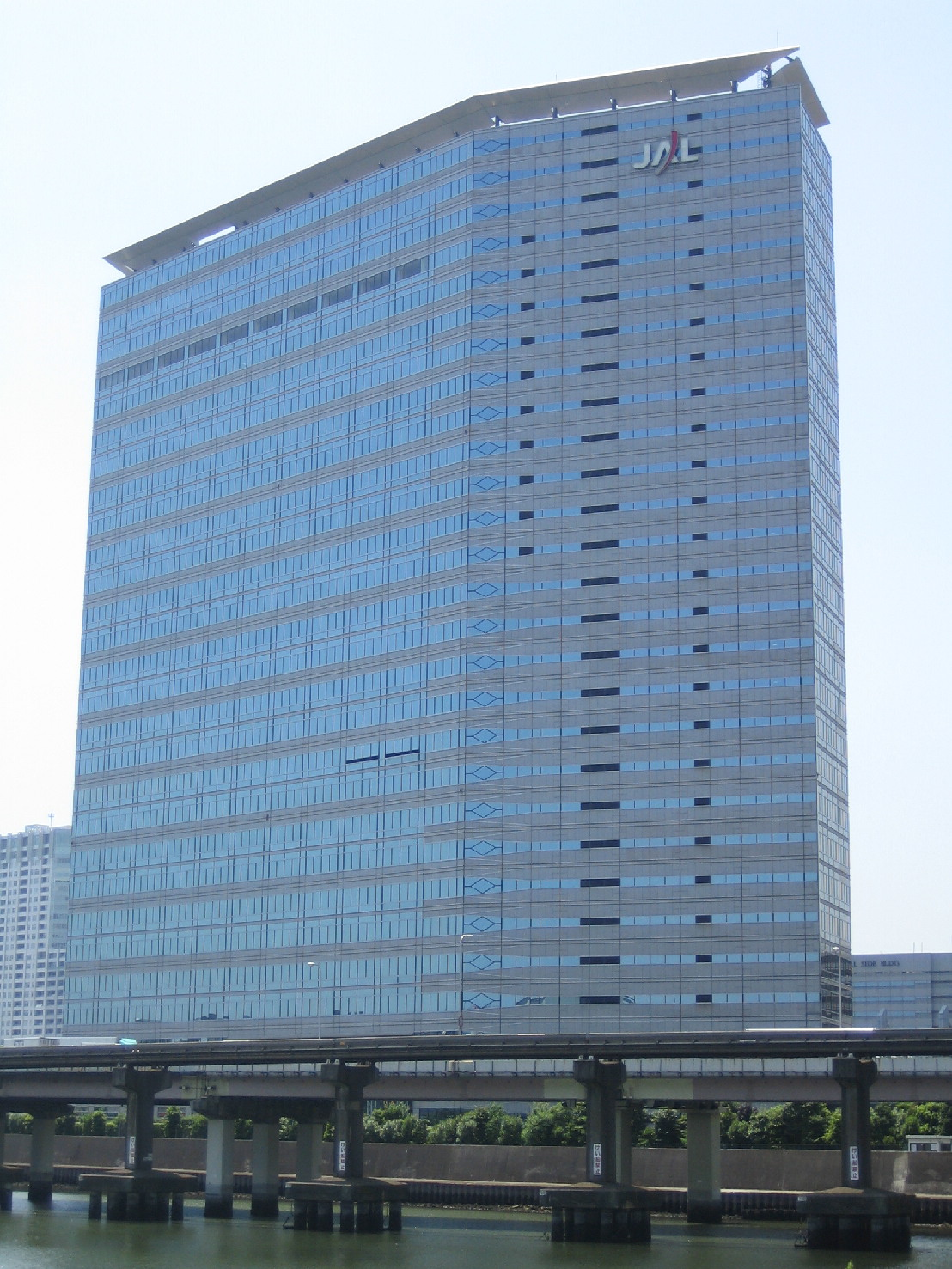
Trụ sở của Japan Airlines tại Tokyo

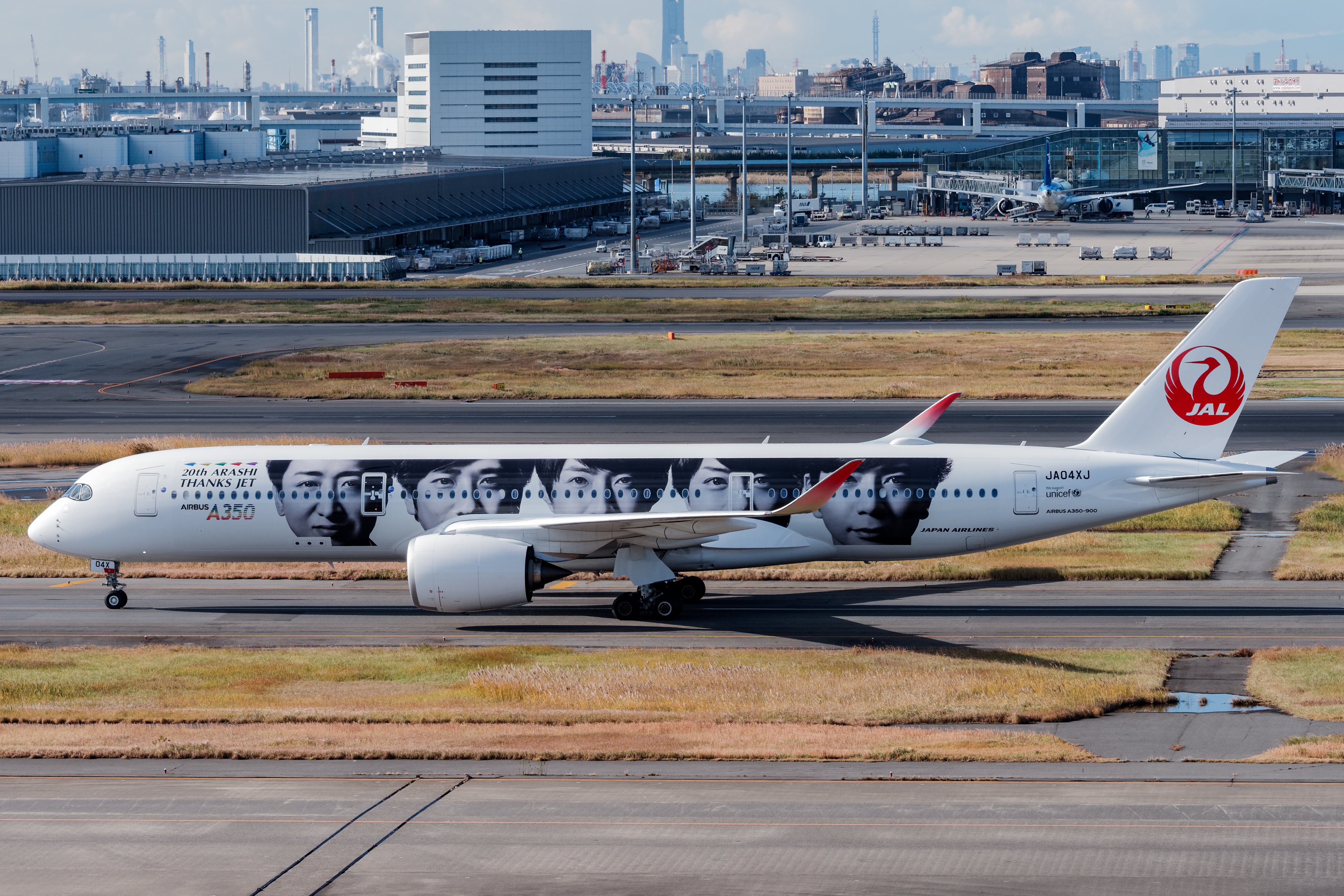
Airbus A350-900 kỉ niệm 20th ARASHI THANKS JET

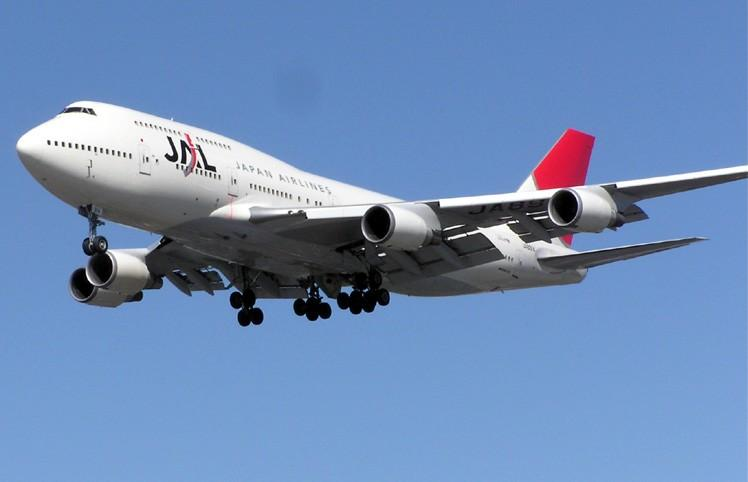
Boeing 747-400

Japan Airlines (viết tắt JAL), tên chính thức là Công ty cổ phần hàng không Nhật Bản (日本航空株式会社 (Nhật Bản Hàng Không Chu Thức Hội Xã) Nihon Kōkū Kabushiki-gaisha) (TYO: 9205 ), còn được gọi tắt trong tiếng Nhật là Nikkō (日航 (Nhật Hàng)), là hãng hàng không quốc gia của Nhật Bản và là hãng hàng không lớn thứ hai ở Nhật Bản, sau hãng All Nippon Airways.
Hai công ty hoạt động dưới thương hiệu của JAL là: Japan Airlines International (日本航空インターナショナル Nihon Kōkū Intānashonaru) và Japan Airlines Domestic (日本航空ジャパン Nihon Kōkū Japan). Japan Airlines Domestic đầu tiên chịu trách nhiệm cho hệ thống rộng lớn của các chuyến bay nội địa Nhật Bản, còn JAL International hoạt động quốc tế và các chuyến bay chủ lực nội địa. Ngày 1/10/2006, Japan Airlines International và Japan Airlines Domestic đã sáp nhập thành một thương hiệu Japan Airlines International. JAL Corporation cũng có bảy hãng nhỏ hơn để thu gom cho hãng mẹ:
- Hokkaido Air System
- JAL Express
- JALways
- J-Air
- Japan Air Commuter
- Japan Asia Airways
- Japan Transocean Air

JAL có đội tàu bay Boeing 747 nhiều nhất thế giới (khoảng 76, thời điểm tháng 3 năm 2005). Đây là một trong hai hãng hàng không châu Á bay đến Mỹ Latin (Malaysia Airlines bay đến Buenos Aires, JAL bay đến Ciudad de Mexico và São Paulo).
Japan Airlines gia nhập liên minh Oneworld ngày 1 tháng 4 năm 2007.

## Thỏa thuận liên danh
- Aeroflot
- Aeroméxico
- Air France
- Air Tahiti Nui
- Aircalin
- Alaska Airlines
- Amakusa Airlines
- American Airlines
- Bangkok Airways
- British Airways
- Cathay Pacific
- China Airlines
- China Eastern Airlines
- China Southern Airlines
- Emirates
- Fiji Airways
- Finnair
- Fuji Dream Airlines
- Garuda Indonesia
- Hawaiian Airlines
- Iberia
- JetBlue
- Jetstar Airways
- Jetstar Japan
- Kalitta Air
- Korean Air
- LATAM Brasil
- LATAM Chile
- Malaysia Airlines
- MIAT Mongolian Airlines
- Qantas
- Qatar Airways
- Royal Brunei Airlines
- Royal Jordanian
- Shanghai Airlines
- SriLankan Airlines
- S7 Airlines
- VietJet Air
- Vistara
- WestJet
- XiamenAir

## Các hãng đối tác
- American Airlines
- British Airways
- Finnair
- Iberia
- Malaysia Airlines

## Đội bay

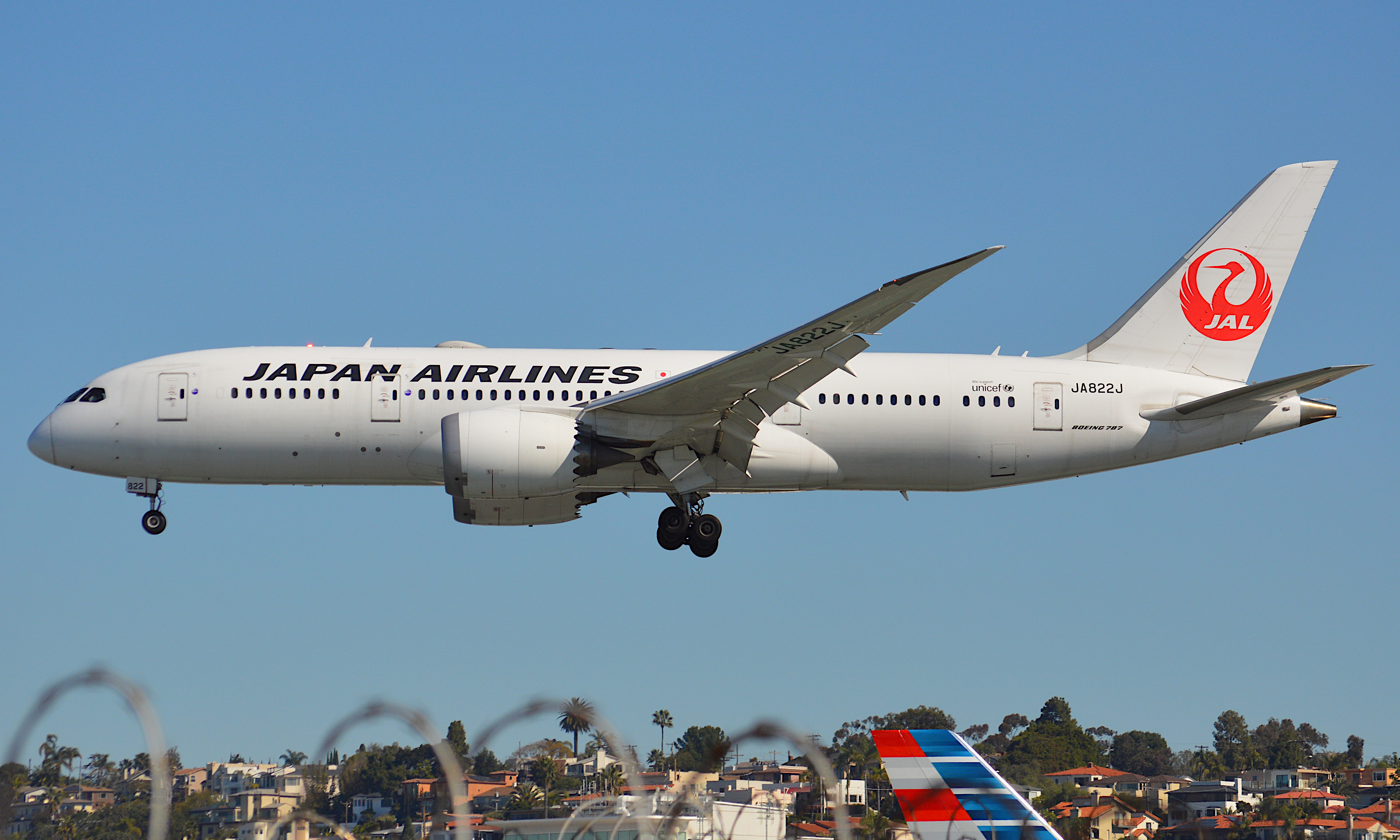
Boeing 787-8 hạ cánh tại Sân bay quốc tế San Diego

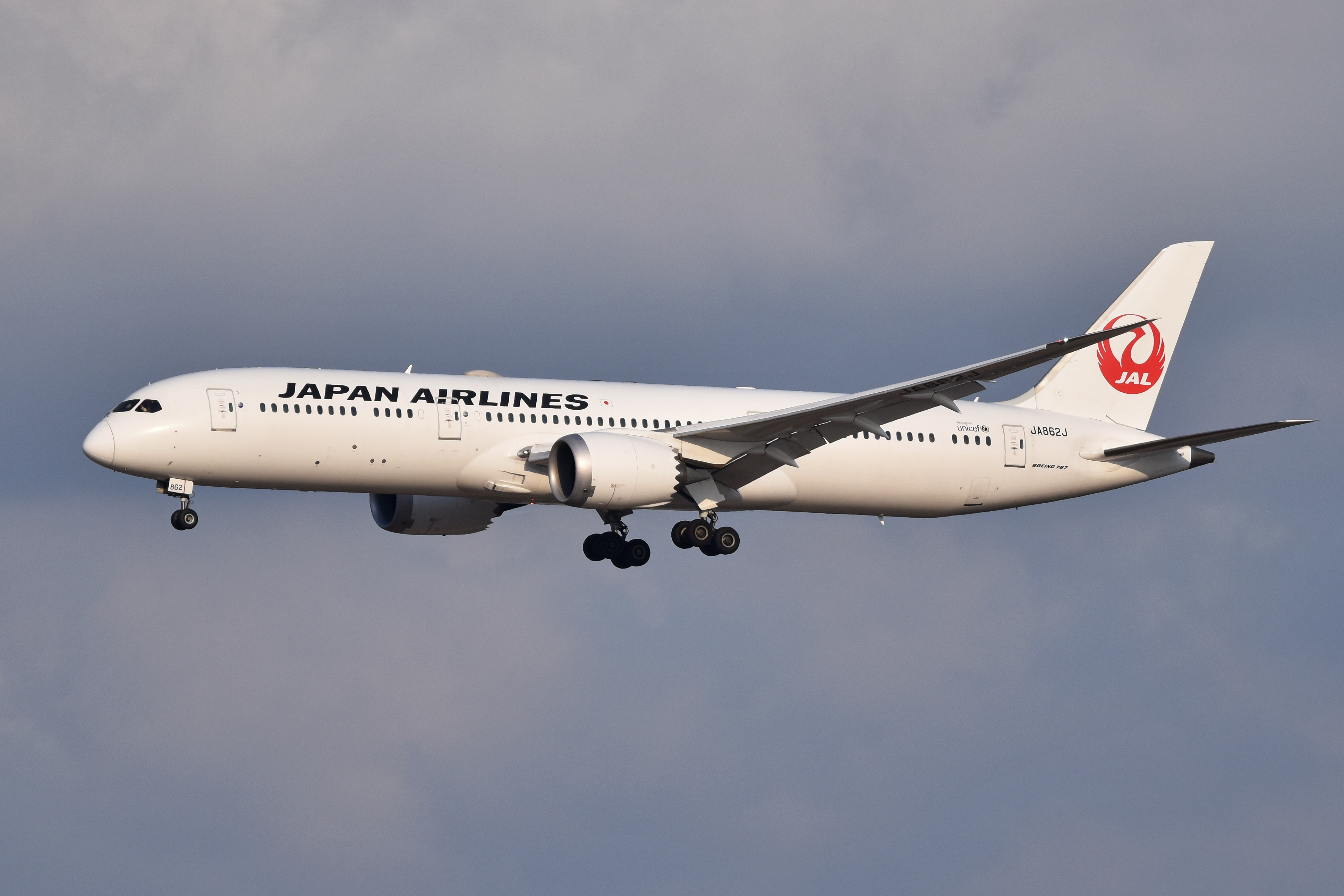
Boeing 787-9 hạ cánh tại Sân bay quốc tế Narita

JAL có đội bay bao gồm các tàu bay sau (tháng 5 năm 2024):
Đội tàu bay của JAL (không kể các hãng con) hầu hết đều của Boeing.